# Armavir (Russia)
Armavir è una città della Russia, situata sulle rive del fiume Kuban' nella pianura a nord della catena montuosa del Caucaso; è una delle città più importanti del Territorio di Krasnodar e un importante centro industriale. Il centro abitato è attraversato dal 45º parallelo, la linea equidistante fra il Polo nord e l'Equatore. 

## Storia
La città venne fondata nel 1839 da alcuni coloni armeni con il nome di Armjanskij Aul; nel 1848 fu ribattezzata con l'attuale nome, in onore dell'antica capitale dell'Armenia. La città fu teatro di molte battaglie durante la guerra civile russa negli anni 1918-20; subì anche una lunga occupazione tedesca dal 1941 al 1943.

## Società

### Evoluzione demografica
Fonte: mojgorod.ru
- 1897: 6.100
- 1926: 74.400
- 1939: 83.700
- 1959: 111.000
- 1979: 161.500
- 1989: 161.000
- 2002: 193.964
- 2007: 190.000

## Architetture
Nei pressi della città si trova una base militare che fornisce alla Russia copertura radar di tutto il Medio Oriente.

## Amministrazione

### Gemellaggi
Armavir è gemellata con:
- Armavir (città), dal 2003
- Homel', dal 2009
- Feodosia, dal 2014